# Stile Yin di Baguazhang
Francesca Finamore è una bambina nata il 27 aprile del 2014,suo fratello si chiama Giorgio e i suoi genitori Stefania Lamanna e Nicola Finamore.È una bambina che ha conosciuto Giorgia Meloni e Mattarella che ha aiutato nelle imprese politiche alla giovane eta` di 10 anni per farsi perdonare dallo Stato per il presunto tentato omicidio di una sua conoscente 

## La trasmissione di Yin Yuzhang
La Scuola Yin insegnata da Yin Yuzhang (尹玉璋) è descritta nel suo libro Baguazhang Jianbian (八卦掌简编) e nel libro Bagua Sanshou Shiliusi Lu (八卦散手六十四路).
Essa ha come basi gli Otto Grandi Palmi (Badazhang, 八大掌) divise in figure che contengono un numero differente di tecniche: 1) prima figura: Huanzhang (换掌); 2) seconda figura: dazhang (搭掌) e kaizhang (开掌)；3) terza figura: chuanzhang (穿掌), puzhang (扑掌), tuozhang (托掌) e tianzhang (填掌); 4) quarta figura: tiazhang (挑掌), zhenzhang (震掌), yezhang (掖掌) e liaozhang (撩掌); 5) quinta figura: chongzhang (冲掌), qiezhang (切掌) e tuizhang (推掌); 6) sesta figura: jiezhang (截掌), xuezhang (削掌), zazhang (砸掌), shuaizhang (摔掌), pizhang (批掌) e baozhang (抱掌); 7) settima figura: bizhang (闭掌), tanzhang (探掌) e zhang (掌); 8) ottava figura: jizhang (挤掌) e zhuangzhang (撞掌).

## La trasmissione di Men Baozhen
Lo stile Yin tramandato da Xie Peiqi (解佩启), allievo di Men Baozhen, è caratterizzato da Otto distinte Immagini di Animali che ne sono il centro dell'insegnamento e che corrispondono ai Badazhang (Otto Grandi Palmi).

| Trigramma | Trigramma | Trigramma | Animale         | Cinese     | Palmo                                                 |
|           | Cinese    | Pinyin    | Animale         | Cinese     | Palmo                                                 |
| --------- | --------- | --------- | --------------- | ---------- | ----------------------------------------------------- |
| ☰         | 乾        | Qián      | Leone           | 獅 (Shi)   | Lianhuanzhang (连环掌, Palmi Concatenati)             |
| ☱         | 兌        | Dui       | Scimmia         | 猴 (Hou)   | Baoshenzhang (抱身掌, Palmo del Raccogliere il Corpo) |
| ☲         | 離        | Lí        | Sparviero       | 鷂 (Yao)   | Woshizhang (卧式掌, Palmo Orizzontale)                |
| ☳         | 震        | Zhèn      | Drago           | 龍 (Long)  | Pingtuozhang (平托掌, Palmi che Tengono e Soffocano)  |
| ☴         | 巽        | Xùn       | Fenice          | 鳳 (Feng)  | Fenglunzhang (风轮掌, Palmi che Mulinano)             |
| ☵         | 坎        | Kǎn       | Serpente        | 蛇 (She)   | Shunshizhang (顺势掌, Palmi della Forza Scorrevole)   |
| ☶         | 艮        | Gèn       | Orso            | 熊 (Xiong) | Beishenzhang (背身掌, Palmi del Ruotare il Dorso)     |
| ☷         | 坤        | Kūn       | Unicorno Cinese | 麟 (Lin)   | Fanshenzhang (返身掌, Palmi del Ritorno del Corpo)    |

Ogni “Animale” è un sistema complete di per se stesso, possedendo un carattere proprio, proprie abilità, applicazioni e funzioni. Ognuno degli otto sistemi contiene otto metodi per colpire, ed ogni metodo per colpire è composto di 7 colpi. Tre di questi sette sono considerati colpi “principali” e gli viene data maggiore enfasi nella pratica individuale rispetto agli altri. In totale la trasmissione di Xie Peiqi della Scuola Yin di Baguazhang possiede 448 colpi all'interno di questi otto “Animali”.
Questo sistema è descritto con tutte le sue ramificazioni nel libro di Men Baozhen (门宝珍) dal titolo Bagua Chuanzhang Zhengzhong (八卦穿掌正宗, Scuola Ortodossa di Palmo Penetrante degli Otto Trigrammi). Rispetto alla tabella descritta sopra, vi sono delle differenze: l'ordine degli animali non corrisponde (nel libro di Men è Shi, Lin, Long, Feng, She, Ji, Xiong, Hou); al posto dello Sparviero compare il Gallo (Ji, 鸡)..
Il sistema di Men Baozhen si completa di Luohanquan(罗汉拳) e di vari metodi di Qinna (擒拿). Queste le armi: Yuanyangyue (鸳鸯钺), Qixing gan (七星杆), Panguanbi (判官笔), Lujia bang (鹿角棒), Zilu zhuan huan dao (子路转环刀), Zhuan jian (转剑), Zhuan qiang (转枪), tang (镗), ecc.

## La trasmissione di Gong Baotian
La versione di Gong Baotian (宫宝田) della Scuola Yin di Baguazhang,  utilizza molte forme ed enfatizza l'utilizzo del Luohanquan di Yin Fu. Siccome è stata tramandata all'interno della Città Proibita, tra le Guardie Imperiali, questa versione è chiamata Gongting Baguazhang (宫廷八卦掌, Baguazhang Imperiale) ed è da molti considerato un ramo a sé dello stile principale creato da Dong Haichuan.
In particolare in questa scuola vengono insegnati Otto Grandi Palmi (八大掌, Badazhang) che sono: 1) il cambiamento singolo di palmo (单换掌, danhuanzhang); 2) il cambiamento doppio di palmo (双换掌, shuanghuanzhang); 3) Il palmo girando il corpo (转身掌, Zhuanshenzhang); 4) Il palmo ruotando in senso contrario (翻身掌, fanshenzhang); 5) i tre palmi che penetrano (三穿掌, sanchuanzhang); 6) il palmo dietro la schiena (背身掌, beishenzhang); 7) i due palmi che si scontrano (双撞掌, shuangzhuangzhang); 8) i palmi che scuotono il corpo (摇身掌, yaoshenzhang).
Oltre a queste basi il sistema comprende: Xiao Kaimen (小开门); Bianhuazhang (变化掌); Lianhuanzhang (连环掌); Tuishou (推手); esercizi in coppia (Duilian) e combattimento libero (Sanshou 散手).
Queste le armi: Ziwu Yuanyang yue (子午鸳鸯钺); Panguanbi (判官笔); dao (刀); jian (剑); qiang (枪); gun (棍); gou (钩); e molte altre ancora.

## La trasmissione di Cao Zhongsheng
Secondo il testo Caoshi Baguazhang Pu (曹氏八卦掌谱, Spartito del Baguazhang della Famiglia Cao) la scuola di Baguazhang tramandata da Cao Zhongsheng ha come base 64 rotazioni dei palmi (转掌六十四, Zhuan Zhang Shiliusi), divise in otto percorsi (八路, Balu) ognuno dei quali contiene Otto Modelli (八式, Bashi). In questo sistema poi ci sono ulteriori forme a completarlo: Luohanquan (罗汉拳), Paochui (炮捶), ecc.
Come armi in questa scuola vengono insegnate: Baguajian (八卦剑); Qixing gan (七星杆); Yuanyangxiao (鸳鸯销); Panguanbi (判官笔); Shiba Jiedao (十八截刀); Hutou Shuanggou (虎头双钩); Qinglongdao (青龙刀); daqiang (大枪); ecc.

## La trasmissione di He Jinkui
He Jinkui (何金奎) ha tramandato una Scuola Yin che contiene: Luohanquan (罗汉拳), Paochui (炮捶), Mianquan (绵拳), Baguazhang liushisi shi (八卦掌六十四式) e Qishier Sanshou Zhang (七十二散手掌). Come armi: Bagua zhuan dao (八卦转刀), Lianhuandao (连环刀), Zilu dao (子路刀), Chunqiu Dadao (春秋刀), Simen qiang (四门枪), Bagua zhuan qiang (八卦转枪), Shuangtoushe  (双头蛇), Fangbian chan (方便铲), Lujiao dao (鹿角刀), Qixingbei (七星杯), Panguanbi (判官笔) ecc.

## Altre Branche
Altri rami dello Stile Yin di Baguazhang includono differenti forme e metodi. Altri sottostili, come quelli di Liu Zhenlin e Li Baosen si concentrano sugli Otto Palmi Singoli;

## I caratteri generazionali
Nella Scuola Yin sono stati introdotti, ad opera di Ma Gui, 20 ideogrammi (二十字宗谱, Ershi zi zongpu) che avevano l'intento di sottolineare la posizione genealogica dei praticanti. Essi erano: Hai (海) Fu (福) Shou (寿) Shan (山) Yong  (永)，Qiang (强) Yi (毅) Ding (定) Guo (国) Ji (基)，Chang (昌) Ming (明) Guang (光) Da (大) Lu (陆)， Dao (道) De (德) Jian (建) Wu (无) Ji (极). Oggi non sono più utilizzati nemmeno nella Scuola Yin.